# Вовковинский, Игорь
И́горь Вовковинский (18 сентября 1982, Бар, Винницкая область, СССР — 20 августа 2021, Рочестер, США) — американский актёр украинского происхождения. Был известен своим высоким ростом — 234,5 см. Занесён в Книгу рекордов Гиннеса. В 1989 году эмигрировал в США, где получил известность.

## Биография
Родился 18 сентября 1982 года в городе Бар Винницкой области Украинской ССР. В 1989 году с мамой Светланой и старшим братом Олегом эмигрировал в США (город Рочестер, штат Миннесота). Именно там им удалось собрать средства на операцию и лечение, в котором тогда нуждался Игорь. На то время он достиг роста 182 см и весил более 90 кг.
В 2010 году он был признан самым высоким жителем США.
После приобретения популярности выступал как «самый большой сторонник Барака Обамы» во время предвыборной кампаний 2012 года.
Мировая слава пришла к Игорю после того, как он вынес на сцену Злату Огневич, участницу Евровидения-2013.
Умер 20 августа 2021 года в Рочестере, США в возрасте 38 лет.

## Фильмография
| Год  |     | Русское название  | Оригинальное название                                 | Роль                            |
| ---- | --- | ----------------- | ----------------------------------------------------- | ------------------------------- |
| 2007 | док | —                 | Inside Extraordinary Humans: The Science of Gigantism | играет самого себя              |
| 2010 | с   | Шоу доктора Оз    | The Dr. Oz Show                                       | играет самого себя              |
| 2011 | ф   | Безбрачная неделя | Hall Pass                                             | высокий товарищ Джонни Хайдевея |